# سس سویا

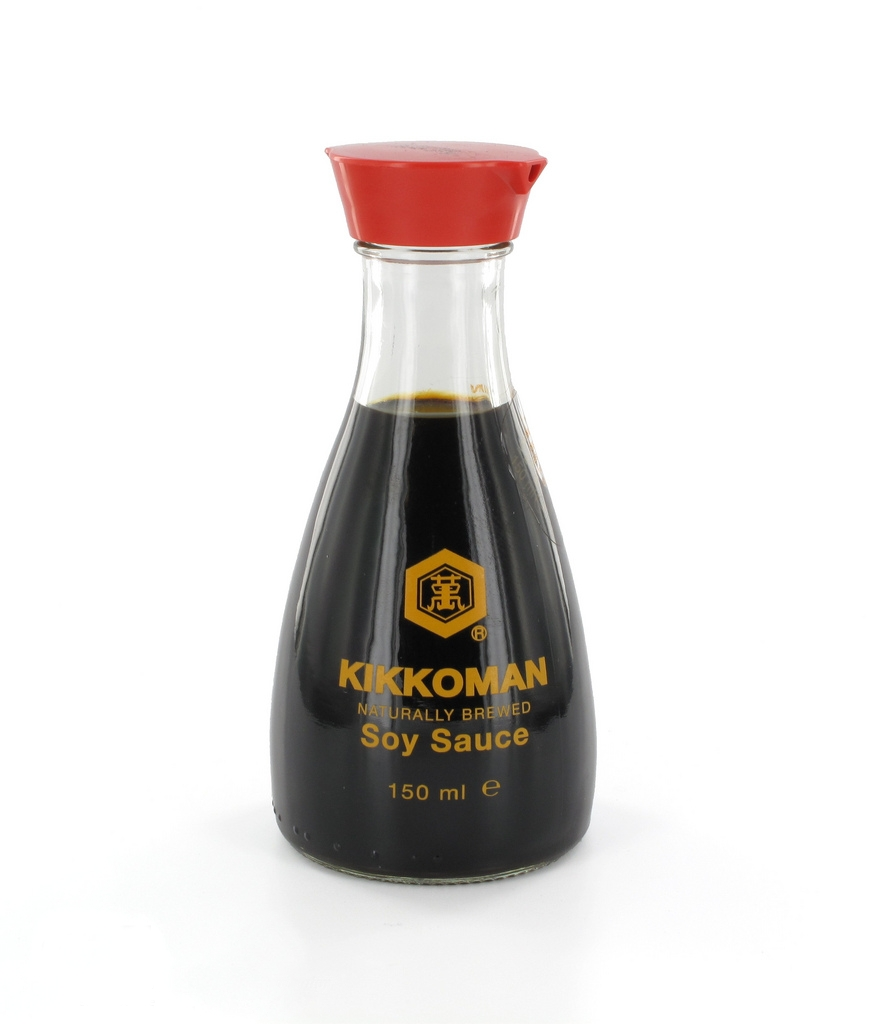
یک بطری سس سویا

سس سویا (به انگلیسی: soy sauce) یا به زبان ژاپنی شویو (به ژاپنی: 醤油 shoyu) نوعی سس تیره‌رنگ است که از دانه‌های گیاه سویا تهیه می‌شود. این سس شورمزه بوده و در آشپزی کشورهای خاور دور همچون چین و ژاپن کاربرد فراوانی دارد و از آن برای طعم دار کردن سوپ‌ها و مزه دار کردن انواع گوشت، ماهی، سبزیجات و دیگر سس‌ها استفاده می‌شود.خاستگاه سس سویا کشور چین است.

## انواع سس سویا
سس سویا می‌تواند غلیظ و پررنگ یا رقیق و کم‌رنگ باشد. سس‌های سویای کم‌رنگ معمولاً شورتر از انواع تیره‌رنگشان هستند و می‌توان از آنها در غذاهایی که نمی‌خواهند رنگشان تیره شود، استفاده نمود.
سس‌های سویای تیره‌رنگ در مقایسه با انواع روشنشان غلیظ‌تر بوده ولی شوریشان کمتر است، با این حال از طعم و مزهٔ قوی‌تری نسبت به سس‌های سویای کم‌رنگ برخوردارند.